# 꿩섬

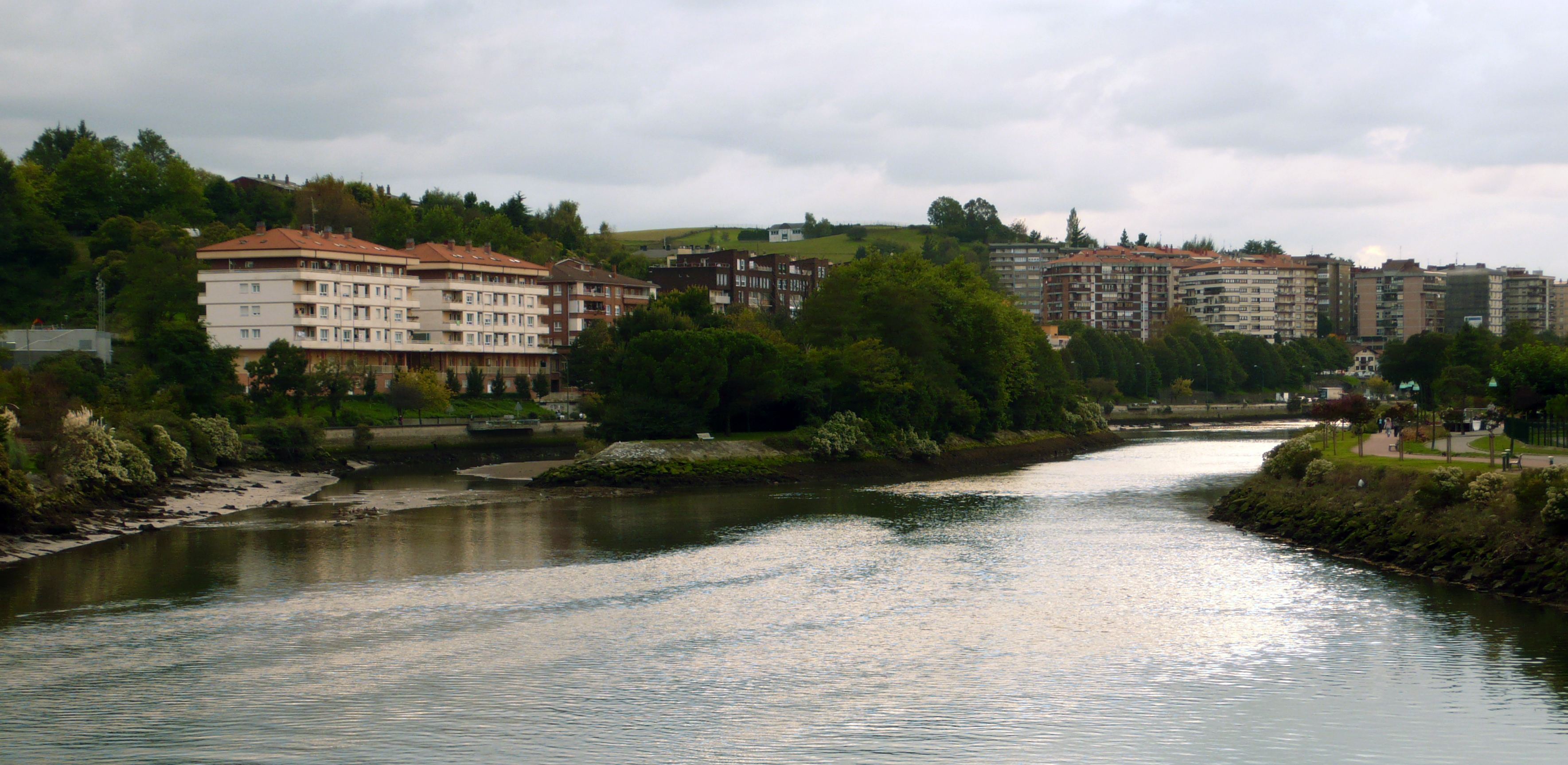
비다소아강 국경을 가로지르는 다리 사이의 꿩섬. 왼편이 스페인 이룬시, 오른편이 프랑스 앙다유시이다.

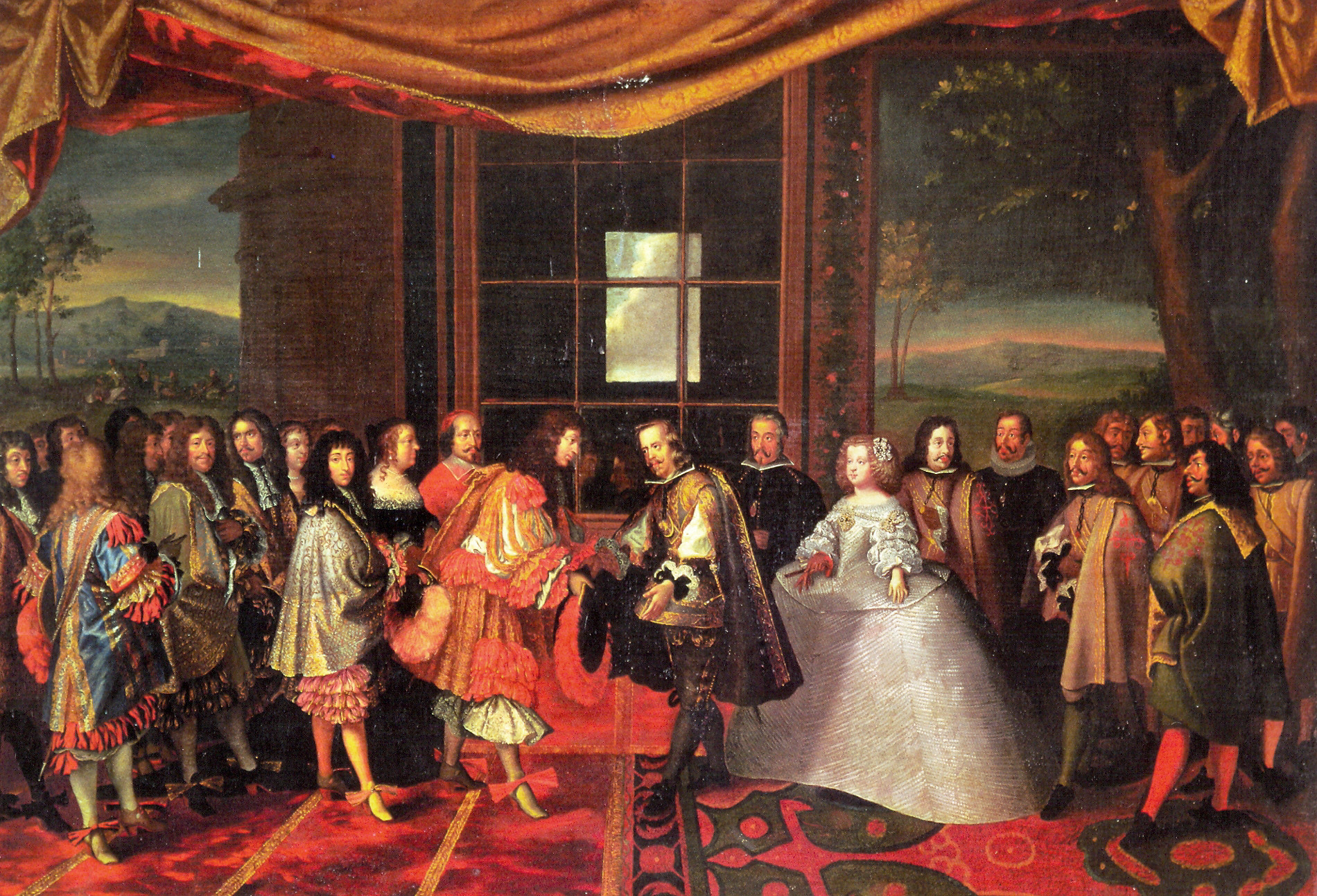
피레네 조약 체결을 위해 꿩섬에서 마주한 프랑스의 루이 14세와 스페인의 펠리페 4세

꿩섬은 프랑스와 스페인의 국경 지대인 비다소아강에 위치한 하중도이다. 사람이 살지 않는 무인도이며, 프랑스와 스페인이 해마다 번갈아 소유한다. 프랑스어로는 페상섬(프랑스어: Île des Faisans/Île de la Conférence, 스페인어로는 파이사네스섬(스페인어: Isla de los Faisanes)이라고 부른다. 현지어인 바스크어로는 '콘판치아섬'(Konpantzia)이라고 부른다.

## 역사

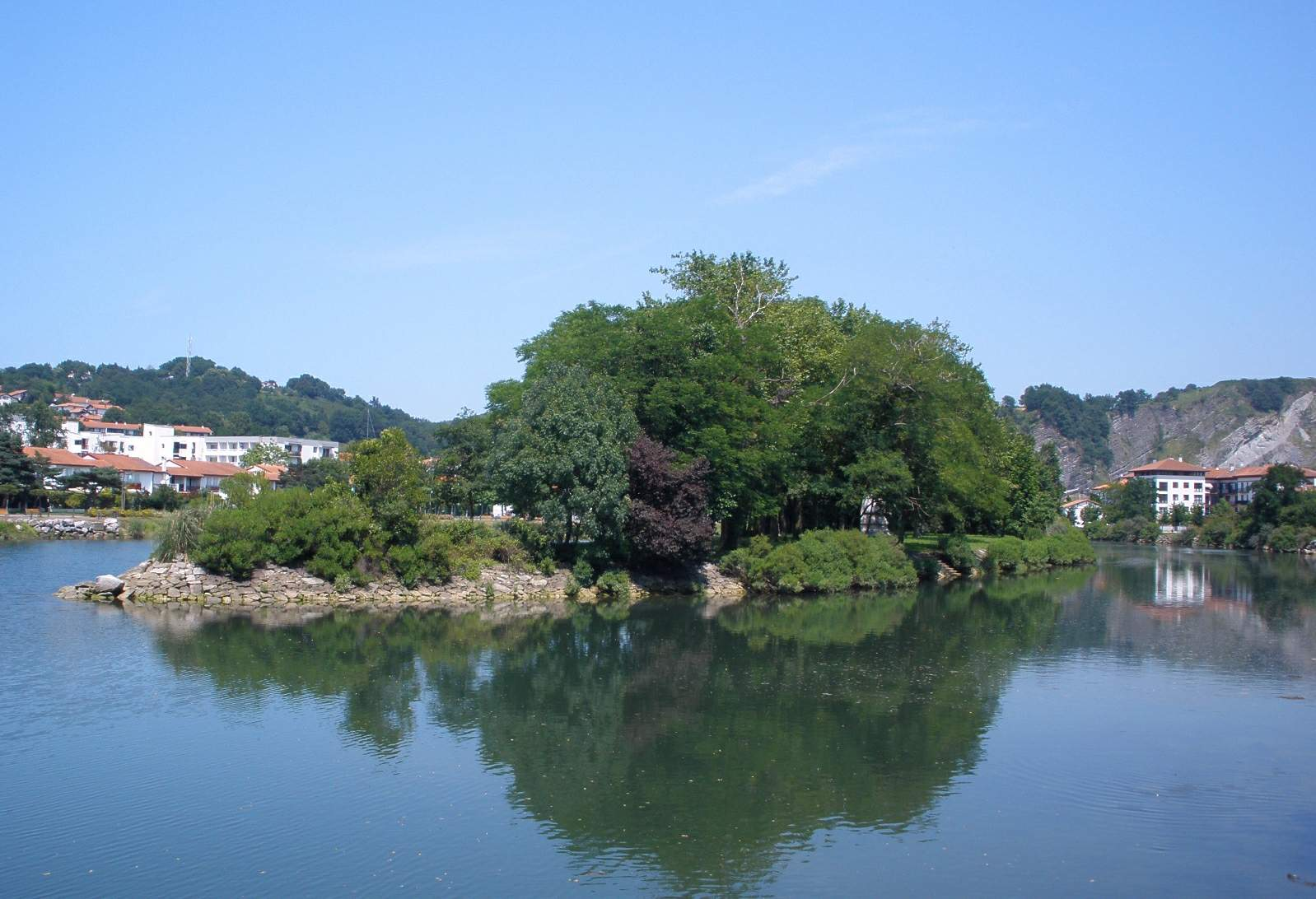
스페인 방면에서 바라본 섬의 모습

30년 전쟁이 끝난 뒤인 1659년 프랑스의 재상이었던 쥘 마자랭 추기경과 스페인의 대귀족이었던 루이스 데 아로가 연속 회담을 가진 끝에 피레네 조약을 이곳에서 체결하면서, 오랜 분쟁의 종지부를 찍었다. 섬 중앙에는 당시 회담을 기리는 기념비가 세워졌다. 같은해 루이 14세가 훗날 왕비가 되는 마리아 테레사 (1638~1683)를 이곳에서 만났다. 이듬해 마리아 테레사는 아버지 펠리페 4세 국왕을 뒤로한 채 프랑스로 건너가 루이 14세와 결혼하게 된다.
1721년에는 프랑스의 루이 15세가 예비신부였던 마리아나 빅토리아 (1718~1781)를 이곳에서 만난다. 다만 두 사람은 결혼에 이르지 못하고, 루이 15세는 마리아 레슈친스카 폴스카 왕녀와 결혼하였다.

## 현재
오늘날 꿩섬은 프랑스와 스페인 간의 공동통치령으로 남아 있다.  이는 곧 세계에서 가장 작은 규모이기도 한데, 섬의 크기는 길이 200m에 폭 40m에 불과하며, 이마저도 하류에 따라 조금씩 침식되고 있다.
두 국가는 6개월마다 번갈아서 섬을 지배하며, 양국의 해군사령관이 대리로 관리한다. 매년 2월 1일부터 7월 31일까지는 스페인 산세바스티안의 해군사령관이, 8월 1일부터 1월 31일까지는 프랑스 보르도의 해군사령관이 섬을 관리한다. 행정구역도 각 기간에 맞춰 전반기에는 스페인 기푸스코아도 이룬 시장이, 후반기에는 프랑스 피레네자틀랑티크 앙다유 시장이 관할하도록 되어 있다.
최근까지만 하더라도 양국 간의 공식 교대가 간단한 서신 교환으로 대체되었는데, 그 이유는 스페인과 프랑스에 걸쳐 있는 바스크 민족주의 세력의 테러 위협으로 인한 보안 문제로 관련 행사를 열 수가 없었기 때문이다. 하지만 2011년 12월 스페인국과 민족주의 단체 간의 평화 조약으로 테러 위험성이 사라지게 되었고, 2012년 1월 2일 양국 해군 대표 간의 통치 교대식이 처음으로 이뤄지게 되었다. 2015년 7월에는 프랑스 바욘에 있던 아두르 해군기지가 철수되면서, 꿩섬의 통치 관리 임무도 바욘 해군 사령관에서 보르도의 해군 사령관으로 넘어가게 되었다.
2018년 1월 4일부터는 프랑스 공화국 대통령령에 따라 비다소아강 일대 프랑스 해군기지의 랑드주와 피레네자틀랑티크의 영해·연안 방위대표 (DML)에게 꿩섬 관리 임무가 넘어갔다. 영해연안 방위대표란 국가 행정구역별 감독직으로 파견되는 해군 장교로서, 피레네자틀랑티크 지방의 영토해양관리부(DDTM) 부국장이기도 하다. 이로서 비다소아 해군기지 사령관이 꿩섬 관리 임무와 더불어 산하 지방 행정기관의 관련 업무를 모두 관할하게 되었다.
꿩섬은 기본적으로 사람이 살지 않는 무인도이며 평시에는 입도가 통제되어 있다. 간혹 강 수위가 낮을 때 스페인 방면에서 꿩 섬으로 입도할 수 있으며, 아주 드물게 섬내 유적 개방 행사가 이뤄지기도 한다. 일반인 외의 입도 사례로는 양국의 인근 도시인 이룬시나 앙다유시의 근무 직원이 섬내 청소와 조경 관리를 위해 6개월의 한번씩 입도하고 있으며, 스페인과 프랑스 양국의 해군사령관이 5일에 한번씩 섬 방문을 실시할 수 있다.

## 같이 보기
- 프랑스의 섬 목록
- 스페인의 섬 목록